# Hyatt Regency Belgrade
L'hôtel Hyatt Regency Belgrade (en serbe cyrillique : Χајат Риџенси Београд ; en serbe latin : Hajat Ridžensi Beograd) est un hôtel cinq étoiles de Belgrade, la capitale de la Serbie. Il est situé dans la municipalité de Novi Beograd, et dans le Blok 20 de cette municipalité.

## Présentation
Le Hyatt Regency Belgrade est situé sur la rive gauche de la Save, à proximité du Sava Centar, le plus important centre de congrès de Serbie. Il se trouve à quelques minutes du centre de Belgrade (Stari grad) et à 15 minutes en voiture de l'aéroport Nikola Tesla.
En plus de ses chambres et de ses suites, il abrite des restaurants, des bars, un salon de coiffure, un spa, des salles de réunion, etc.

## Architecture
Le Hyatt Regency Belgrade est caractéristique de l'architecture contemporaine de la municipalité urbaine de Novi Beograd, marquée par le fonctionnalisme.

## Zoologie
En décembre 2010, et pour la première fois en Serbie, des limaces de l'espèce Lehmannia valentiana (Ferussac, 1822) - une espèce méditerranéenne de la famille des Limacidae - ont été découvertes dans le jardin ornemental intérieur de l'hôtel. Sans doute apportées dans des potées de fleurs provenant d'autres serres locales déjà colonisées, le risque d'introduction de cette limace dans le pays a toutefois été jugé très faible, en dehors des serres où sa voracité pourrait causer de gros dégâts, car la probabilité de survie à l'extérieur de l'espèce durant les hivers serbes est minime.      